# Segunda Guerra de Independência da Escócia
A Segunda Guerra de Independência da Escócia (1332–1357) foi uma série de campanhas militares travadas entre os reinos da Escócia e da Inglaterra no final do século XIII e começo do XIV. Eduardo Balliol, filho do antigo rei escocês John Balliol, tentou reivindicar o trono escocês. Ele enfrentou resistência dos escoceses leais ao ocupante do trono, o jovem David II, de apenas oito anos. Na Batalha de Dupplin Moor, as forças de Balliol derrotaram um exército escocês dez vezes maior, e Balliol foi coroado rei. Em menos de três meses, os partidários de David se reorganizaram e expulsaram Balliol da Escócia. Ele pediu ajuda ao rei inglês Eduardo III, que invadiu a Escócia em 1333 e cercou a importante cidade comercial de Berwick. Um grande exército escocês tentou socorrer a cidade, mas foi duramente derrotado na Batalha de Halidon Hill. Balliol estabeleceu sua autoridade sobre a maior parte da Escócia, cedeu aos ingleses os oito condados do sudeste escocês e prestou homenagem a Eduardo pelo restante do território como feudo.
Como aliados da Escócia pela "Velha Aliança", o Reino da França ficou insatisfeito com a expansão inglesa na Escócia e, por isso, apoiaram e financiaram secretamente os leais a David. Os aliados de Balliol começaram a se desentender e ele perdeu o controle da maior parte da Escócia novamente no final de 1334. No início de 1335, os franceses tentaram negociar a paz, mas os escoceses não conseguiram chegar a um acordo, e Eduardo hesitou enquanto preparava um grande exército. Ele invadiu a Escócia em julho, conquistando novamente a maior parte do país. As tensões com a França aumentaram. Novas negociações de paz patrocinadas pelos franceses fracassaram em 1336; em maio de 1337, o rei Filipe VI da França rompeu oficialmente com a Inglaterra, dando início à Guerra dos Cem Anos. A guerra anglo-escocesa tornou-se um teatro secundário deste conflito maior entre França e Inglaterra. Eduardo enviou as tropas que podia para a Escócia, mas, mesmo assim, os ingleses perderam terreno lentamente, já que eram forçados a focar no conflito na França. Ao atingir a maioridade, David retornou à Escócia vindo da França em 1341; em 1342, os ingleses haviam sido expulsos do norte da fronteira.
Em 1346, Eduardo III liderou um grande exército inglês pela França, saqueando Caen, derrotando pesadamente os franceses em Crécy e cercando Calais. Em resposta aos pedidos urgentes de Filipe, David invadiu a Inglaterra, acreditando que a maioria das tropas inglesas estava na França. Ele foi surpreendido por uma força inglesa menor, mas significativa, que esmagou os escoceses na Batalha de Neville's Cross e terminou na captura de David. Isso, junto com a política interna dividida na Escócia, impediu novos ataques em grande escala. A concentração dos ingleses na França também os manteve inativos, enquanto possíveis termos para a libertação de David eram longamente discutidos. No final de 1355, uma grande incursão escocesa na Inglaterra, violando uma trégua, provocou outra invasão de Eduardo III no início de 1356. Os ingleses devastaram Lothian, mas tempestades de inverno dispersaram seus navios de suprimentos, forçando sua retirada. No ano seguinte, foi assinado o Tratado de Berwick, encerrando a guerra; os ingleses abandonaram a reivindicação de suserania, enquanto os escoceses reconheceram uma vaga soberania inglesa. Um resgate em dinheiro foi negociado para a libertação de David (de aproximadamente 100 000 marcos) a serem pagos em dez anos. O tratado proibia qualquer cidadão escocês de pegar em armas contra Eduardo III ou seus homens até que a soma fosse paga integralmente, e os ingleses deveriam parar de atacar a Escócia. Isso encerrou efetivamente a guerra, e, embora combates esporádicos tenham continuado, a trégua foi amplamente respeitada por quarenta anos.